# Liste der Kulturgüter in Mörigen
Die Liste der Kulturgüter in Mörigen enthält alle Objekte in der Gemeinde Mörigen im Kanton Bern, die gemäss der Haager Konvention zum Schutz von Kulturgut bei bewaffneten Konflikten, dem Bundesgesetz vom 20. Juni 2014 über den Schutz der Kulturgüter bei bewaffneten Konflikten sowie der Verordnung vom 29. Oktober 2014 über den Schutz der Kulturgüter bei bewaffneten Konflikten unter Schutz stehen.
Objekte der Kategorie A sind im Gemeindegebiet nicht ausgewiesen, Objekte der Kategorie B sind vollständig in der Liste enthalten, Objekte der Kategorie C fehlen zurzeit (Stand: 21. März 2024). Unter übrige Baudenkmäler sind geschützte Objekte zu finden, die im Bauinventar des Kantons Bern als «schützenswert» verzeichnet sind.

## Kulturgüter
| Foto |                                                                                | Objekt                                      | Kat. | Typ | Standort                    | Beschreibung |
| ---- | ------------------------------------------------------------------------------ | ------------------------------------------- | ---- | --- | --------------------------- | --- |
| ja   | Datei hochladen · Wikidata zu Bronzezeitliche Ufersiedlung Mörigen (Q29673425) | Bronzezeitliche Ufersiedlung KGS-Nr.: 01071 | B    | F   | Strandboden 582100 / 215000 | Reichste und forschungsgeschichtlich wichtigste bronzezeitliche Fundstelle am Bielersee. Die 1843 entdeckte, fundreiche Kulturschicht und das relativ locker stehende Pfahlfeld befanden sich in einer Senke, die durch eine dünenartige Erhebung vom See abgeschirmt wurde. Über 1400 hier gefundene Objekte werden in mehreren Schweizer Museen ausgestellt. |

## Übrige Baudenkmäler
Hinweis: Anstelle der KGS-Nummer wird als Objekt-Identifikator (ID) die Grundstücksnummer verwendet.
| ID  | Foto |                 | Objekt                               | Typ | Standort                            | Beschreibung |
| --- | ---- | --------------- | ------------------------------------ | --- | ----------------------------------- | ------------ |
| 120 | ja   | Datei hochladen | Villa (1967/68)                      | G   | Brunnackerstrasse 9 582487 / 214800 |              |
| 137 | ja   | Datei hochladen | Ofenhaus (18./19. Jh.)               | G   | Unterdorfstrasse 26 582651 / 215077 |              |
| 469 | ja   | Datei hochladen | Speicher (1757)                      | G   | Oberdorfstrasse 27a 583079 / 214775 |              |
| 500 | ja   | Datei hochladen | Villa mit Garage (1970)              | G   | Kirschbaumweg 16 582205 / 214720    |              |
| 770 | BW   | Datei hochladen | Villa mit Garage (1970)              | G   | Kirschbaumweg 16a 582231 / 214736   |              |
| 500 | BW   | Datei hochladen | Villa mit Garage (1970)              | G   | Kirschbaumweg 16b 582217 / 214721   |              |
| 689 | ja   | Datei hochladen | Ehemaliges Ofenhausstöckli (um 1830) | G   | Alte Bielstrasse 1a 582902 / 214929 |              |